# Asbjörn Wien
Asbjörn Torleiv Wien, född 3 mars 1909 i Toten, Oppland fylke, Norge, död 21 april 1980 i Falkenberg, var en norsk-svensk målare.
Han var son till garverimästaren Halfdan Wien och Kathrine Lerche och från 1943 gift med sjuksköterskan Jeanette Maria Stranne. Wien var huvudsakligen autodidakt som konstnär men fick en viss privatundervisning av Lasse Wager i Helsingfors och bedrev därefter självstudier under resor till bland annat Spanien, Tyskland, Frankrike och Italien. Separat ställde han ut på HSB i Stockholm 1950 samt i Sveg, Smögen, Vimmerby, Sävedalen, Kungsbacka, Trollhättan och under en följd av år i Falkenberg. Han arrangerade 1954–1957 vandringsutställningar i de mindre halländska orterna där han ledsagade utställningen med föredrag om sin konst och platser han avbildat. Bland hans offentliga arbeten märks en altartavla som han utförde i al fresco för missionskyrkan i Norrala. Hans konst består av stilleben och landskapsskildringar från Bohuslän, Halland och den härjedalska fjällvärlden i en naturalistisk stil utförda i olja, akvarell eller pastell. Wien är representerad vid Karolinska institutet i Stockholm och vid ett flertal skolor i Halland.